# Torre Roja (Luckau)

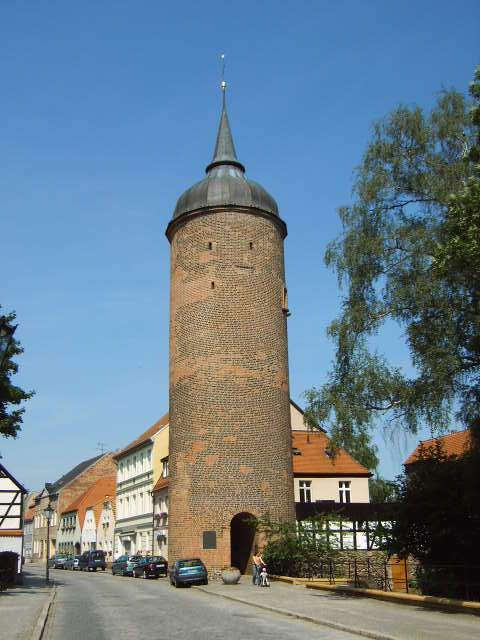
Torre Roja de Luckau.

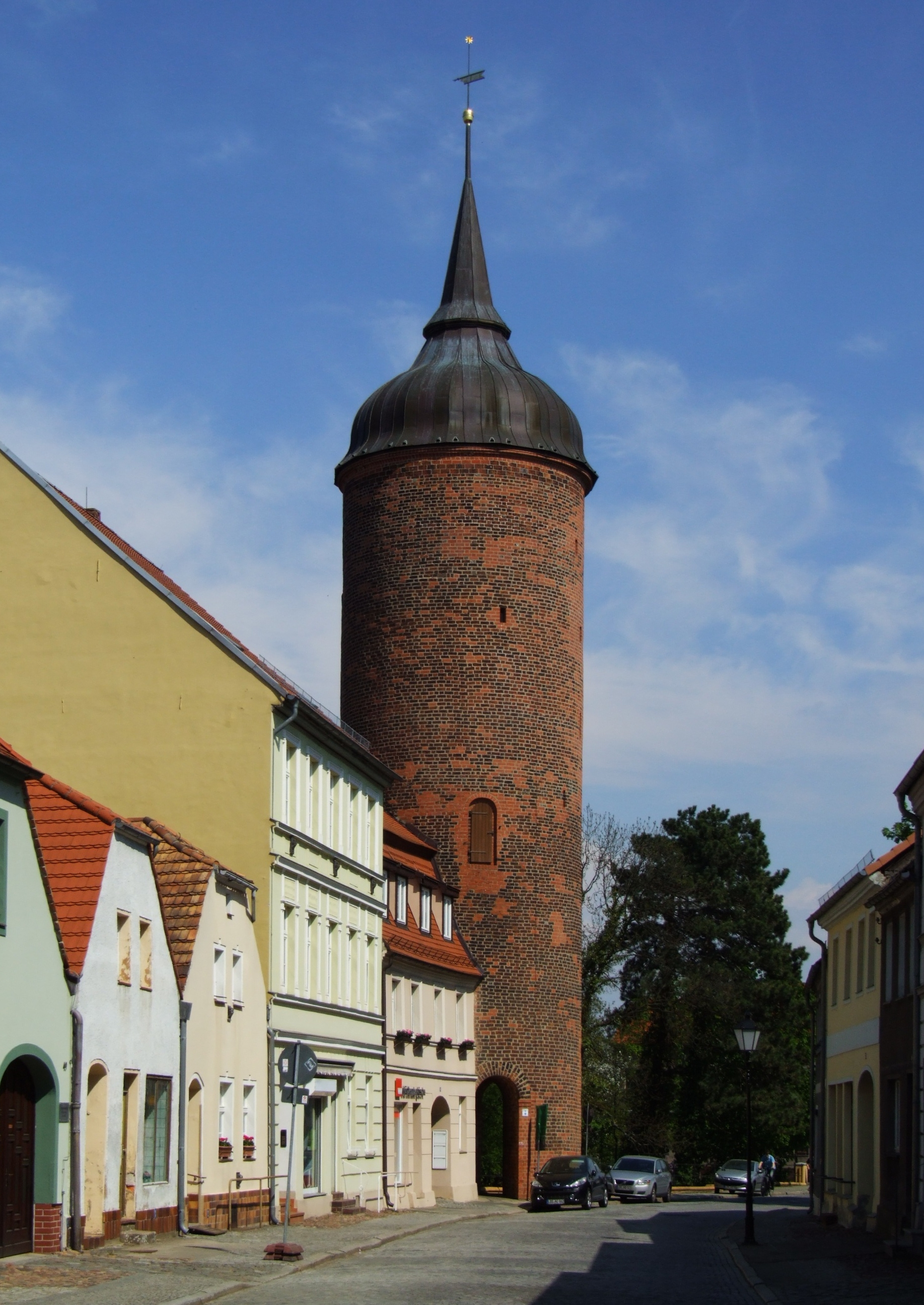
Torre Roja

La Torre Roja (Roter Turm en alemán) es una construcción patrimonial del centro histórico de la ciudad de Luckau en el Estado de Brandeburgo en Alemania, que forma parte de sus fortificaciones históricas. Posee una altura de 30 metros, siendo levantada en la parte de la ciudad en dirección hacia la localidad de Calau. 
Se caracteriza por su techo en forma de capucha terminado en punta y por el color rojo de los ladrillos con que fue construida, transformándose en un elemento característico del paisaje urbano de la ciudad. La base de la torre tien un diámetro de 8 metros, y sus paredes poseen un espesor de 2,5 metros.
En 1813, en el marco de las guerras napoleónicas, la torre sufrió daños a consecuencia de la batalla de Luckau, la cual enfrentó al ejército francés con una fuerza formada por soldados prusianos y rusos que lograron impedir el avance francés hacia Berlín. Hoy en día una placa emplazada en la torre recuerdo dicho evento.
El acceso original a la torre se encuentra, debido a su función original de puesto de vigilancia, a una altura de 6,90 m sobre el actual nivel de la de la calle. Luego de la reunificación alemana, entre 1992 y 1993 experimentó una completa restauración.